# استان تبونگ خموم
استان تبونگ خموم (به لاتین: Tboung Khmum Province) یک منطقهٔ مسکونی در کامبوج است. استان تبونگ خموم ۵٬۲۵۰ کیلومتر مربع مساحت دارد.